# Observatoire astronomique de Turin
L'Observatoire astronomique de Turin (en italien : Osservatorio Astronomico di Torino), connu sous le nom de  Pino Torinese, est un observatoire astronomique situé dans la ville de Pino Torinese située à côté de la ville de Turin en Italie.
L'Observatoire astronomique de Turin est géré par l'Istituto nazionale di astrofisica (Institut national d'astrophysique). L'observatoire a été créé en 1759.